# Katiano
Nella scala dei tempi geologici, il Katiano rappresenta il secondo dei tre piani o età in cui è suddiviso l'Ordoviciano superiore, la seconda epoca dell'intero periodo Ordoviciano, che a sua volta è il secondo dei sei periodi in cui è suddivisa l'era del Paleozoico. 
È compreso tra 455,8 ± 1,6 e  445,6 ± 1,5 milioni di anni fa (Ma), preceduto dal Sandbiano e seguito dall'Hirnantiano.

## Etimologia
Il nome del Katiano deriva da quello dell'attualmente prosciugato Lake Katy, situato nello stato dell'Oklahoma, USA, che si trova circa due km a sud-ovest del GSSP.
 
La denominazione fu proposta nel 2006 dal gruppo di studiosi diretto da Stig Bergström.

## Definizioni stratigrafiche e GSSP
La base del Katiano è fissata alla prima comparsa negli orizzonti stratigrafici dei graptoliti della specie Diplacanthograptus caudatus, che è anche molto vicina alla prima comparsa di D. lanceolatus, Corynoides americanus, Orthograptus pageanus, Orthograptus quadrimucronatus, Dicranograptus hians e Neurograptus margaritatus.
Il limite superiore è definito dalla prima comparsa dei graptoliti della specie Normalograptus extraordinarius. 

### GSSP
Il GSSP, il profilo stratigrafico di riferimento della Commissione Internazionale di Stratigrafia, è stato definito in un profilo quattro metri sopra il livello base del Bigfork Chert nella sezione del Black Knob Ridge, circa cinque km a nord-est della città di Atoka, nello stato dell'Oklahoma, USA.